# Ducasse van Bergen

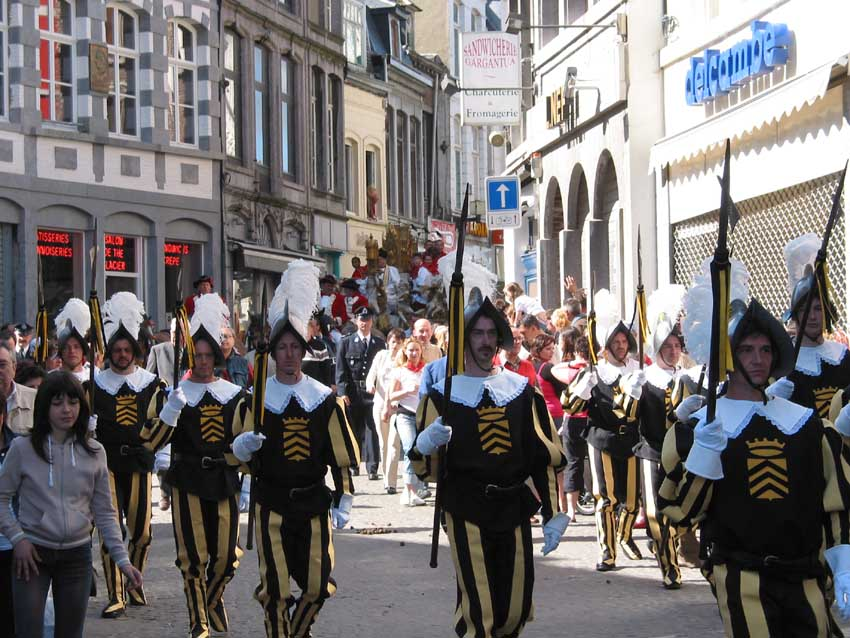
De processie met de groep van de hellebaardiers

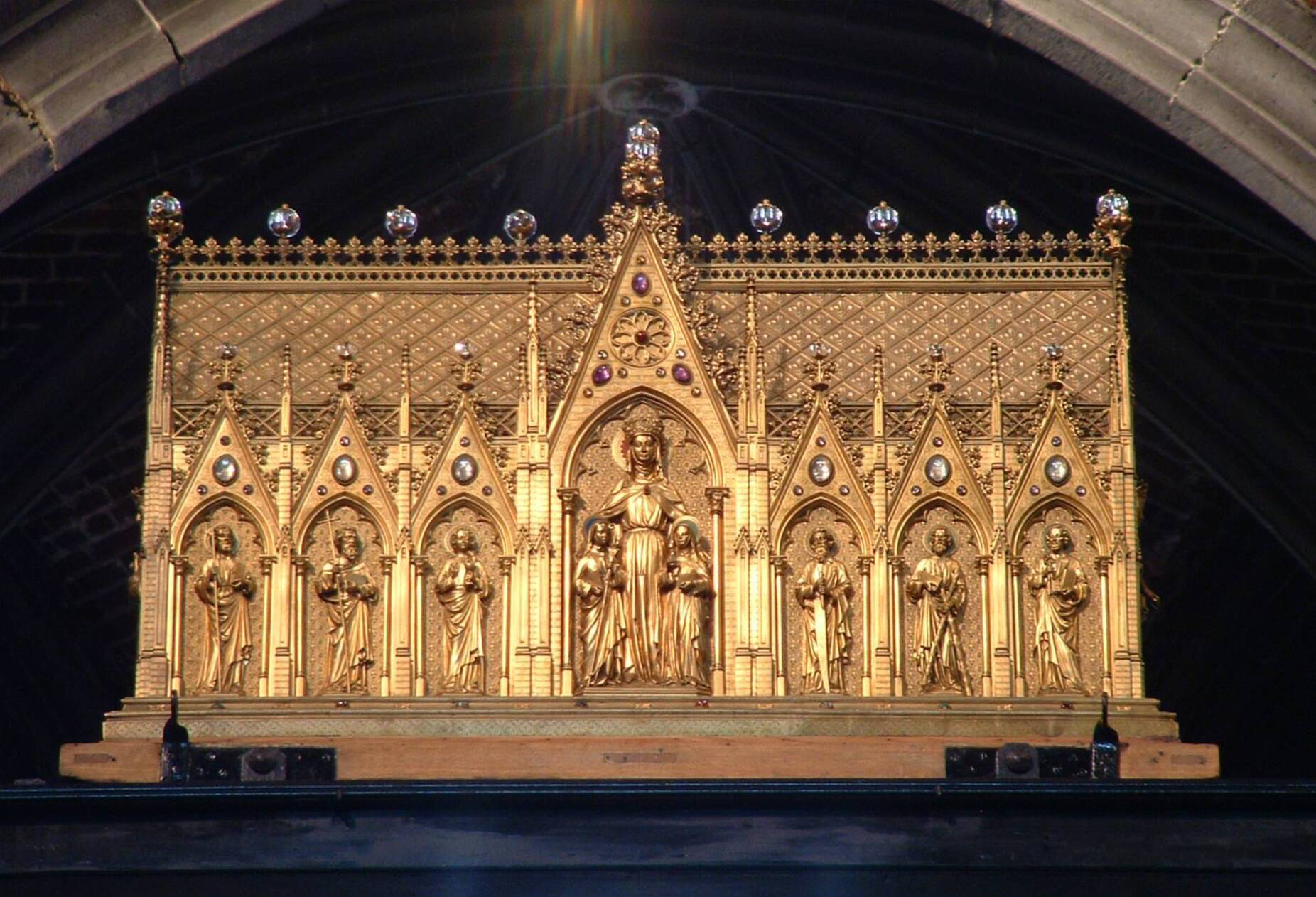
Het schrijn met de relieken van Sint-Waltrudis

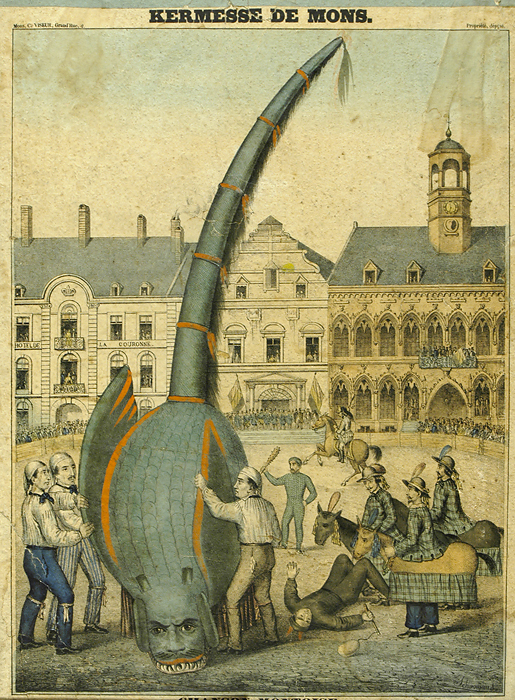
Gravure uit de 19e eeuw die het gevecht tussen Sint-Joris en de draak afbeeldt

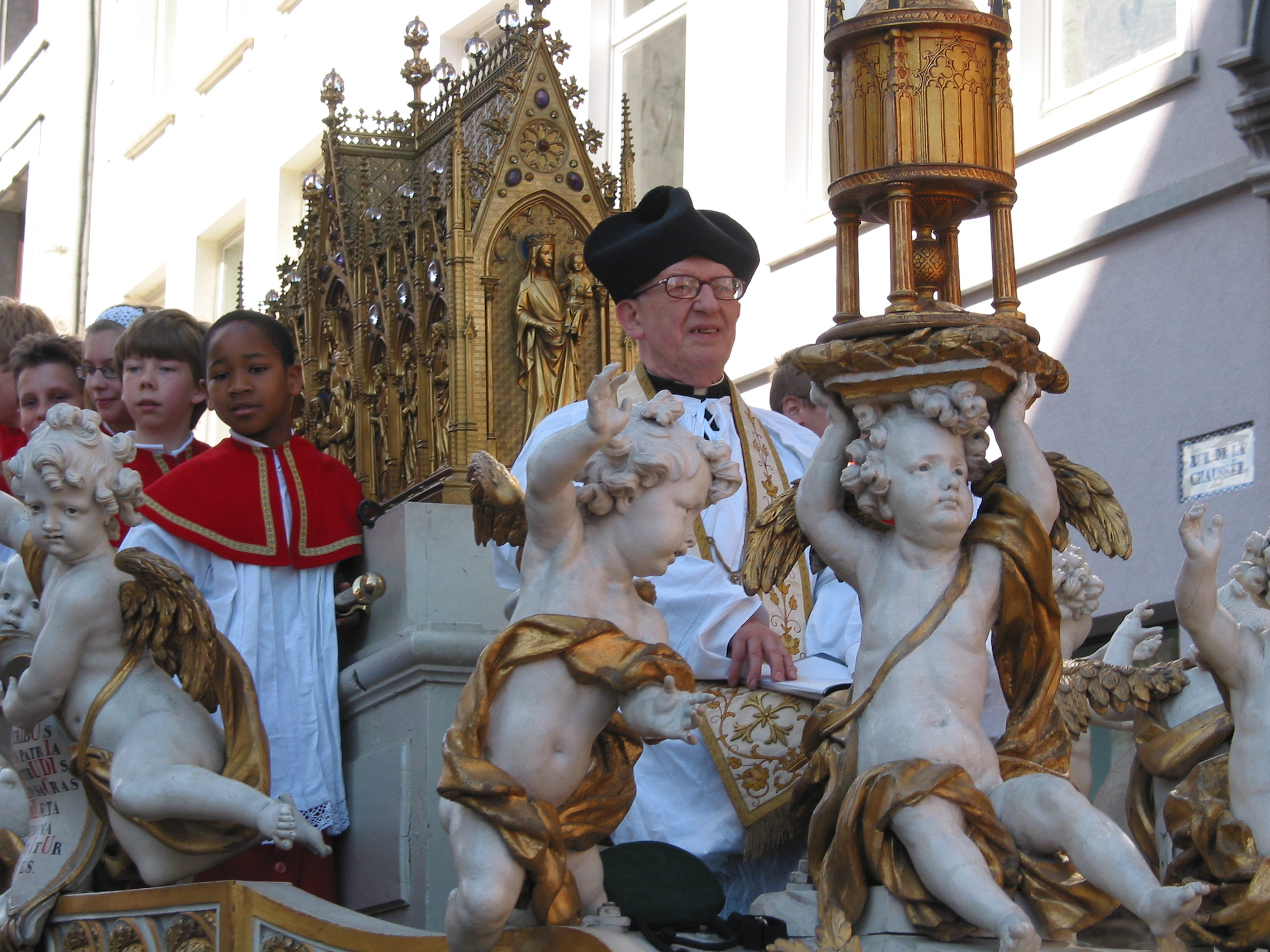
Het schrijn op de Gouden Koets. Er zitten een priester en een aantal koorknapen op de koets

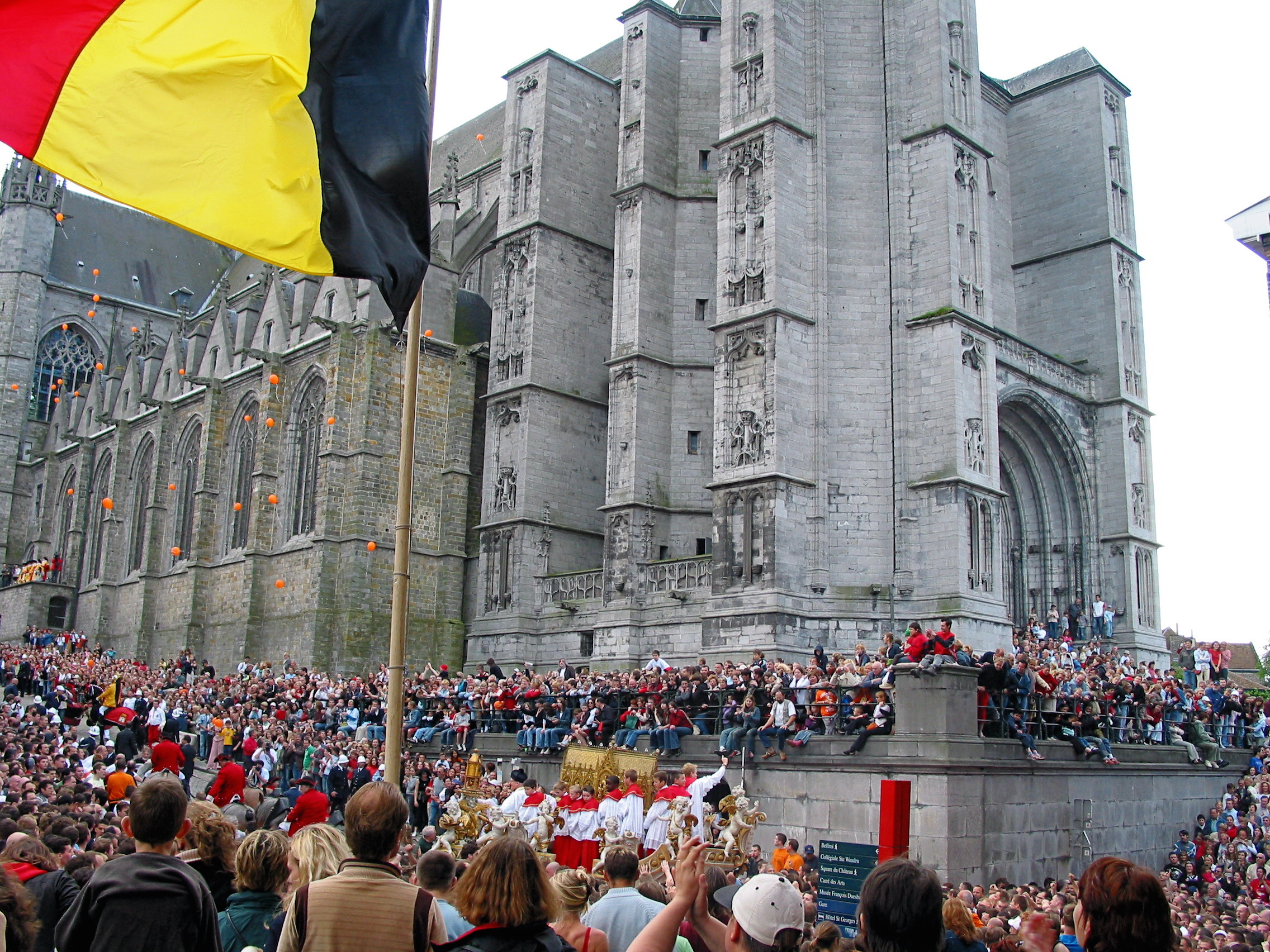
Beklimming van de Sint-Waltrudishelling door de Gouden Koets

De Ducasse van Bergen is een plaatselijk folkloristisch feest dat elk jaar plaatsvindt in de Belgische stad Bergen. Het feest is gebaseerd op voorouderlijke tradities en het werd op 25 november 2005 toegevoegd aan de Lijst van Meesterwerken van het Orale en Immateriële Erfgoed van de Mensheid van de UNESCO, net als bijvoorbeeld ook de Ducasse van Aat. Het feest wordt vaak Doudou genoemd naar de naam van een traditioneel lied dat men tijdens de festiviteiten speelt. De burgemeester, Elio Di Rupo, en de vzw Sint-Joris van Bergen hebben de traditionele naam Ducasse van Bergen in Doudou, rituele Ducasse van Bergen doen evolueren. Zij hebben zich hierdoor de woede van de echte Bergenaren, inwoners sinds drie generaties, op de hals gehaald.
Elk jaar, op Drievuldigheidszondag (de eerste zondag na Pinksteren) wordt het feest gehouden in het stadscentrum. Het is een traditioneel feest bestaande uit twee opvoeringen:
- het afnemen van haar plaats van het reliekschrijn van Sint-Waltrudis, de mythische stichtster van de stad, en het dragen van het schrijn op de Gouden Koets
- het gevecht van Sint-Joris met de draak; het gevecht draagt de naam Lumeçon

## Geschiedenis
De oorsprong van het feest gaat terug tot in de middeleeuwen. Op 7 oktober 1349, toen er in de streek de pest heerste, organiseerden de autoriteiten een processie van de relieken van Sint-Waltrudis, de beschermheilige van de stad en van de collegiale Sint-Waltrudiskerk. Deze werden in een schrijn gedragen tot aan het woud van Casteau (waar zich nu de SHAPE bevindt) en werden daar verenigd met de relieken van de heilige Vincentius van Zinnik, de echtgenoot van Sint-Waltrudis. De pest hield op en het mirakel werd toegewijd aan de heilige Waltrudis. Er werd besloten om elk jaar een processie te organiseren en in 1352 werd de datum definitief vastgelegd op Drievuldigheidszondag.
Vanaf 1380 neemt de broederschap van de heilige Joris deel aan de stoet. Deze werd aan het einde van de 14e eeuw opgericht door Willem III van Henegouwen en bestaat uit de adellijke inwoners, de burgemeester en de schepenen van de stad. Zij voeren in de stoet een mysteriespel op, een wedersamenstelling van het gevecht van de heilige Joris tegen de draak. De populariteit van Sint-Joris in de streek is te danken aan het samengaan van de geschiedenis van de heilige met een plaatselijke legende, namelijk deze van Gillis van Chin. Er wordt beweerd dat deze laatste in de 11e eeuw een monster doodde in de moerassen van Wasmes. Dit gevecht werd in de 19e eeuw niet meer opgevoerd in de processie wegens de minder religieuze oorsprong.
De enige keren dat de processie niet doorging, was tijdens de Franse Revolutie tot 1803, de periode tijdens de twee wereldoorlogen en de coronapandemie van 2020 en 2021.
Het is vanaf 1930, onder impuls van kanunnik Edmond Puissant, dat de processie weer aan belang won door de creatie van nieuwe folkloristische groepen en een vernieuwing van de kostuums. Het hedendaags concept bestaat sinds 1973 opgesteld door Georges Raepers.
Op 25 november 2005 werd de Ducasse van Bergen toegevoegd in de rubriek Stadsreuzen en drakenfiguren in processies in België en Frankrijk aan de Lijst van Meesterwerken van het Orale en Immateriële Erfgoed van de Mensheid van de UNESCO.

## Verloop
De Ducasse bestaat uit twee opvoeringen:

### Het Spel van de Heilige Waltrudis
Op zaterdagavond wordt het schrijn met de relieken van de heilige Waltrudis tijdens een religieuze ceremonie van zijn plaats boven het altaar afgehaald. De deken vertrouwt het schrijn toe aan het College van Burgemeester en Schepenen voor de duur van de feesten. Op dat moment begint er een fakkeltocht door de straten van de stad.
In de voormiddag van Drievuldigheidszondag, na de eucharistieviering, wordt het schrijn op de Gouden Koets (een praalwagen uit 1780) geplaatst. De heilige Joris en de personages van de Lumeçon (zie verder) gaan van het stadhuis naar de kerk waar ze de praalwagen verlaten en hem plaatsen in de richting van het koor.
Daarna vertrekt de processie. De Gouden Koets wordt getrokken door trekpaarden. De koets met de relieken wordt vergezeld door verscheidene groepen die de gildes van de ambachtslieden van de regio uitbeelden. De koets vervoert ook enkele koorknapen en een priester. Deze laatste leest op strategische plaatsen tijdens de processie het mirakel van de heilige Waltrudis voor.
De processie eindigt met de beklimming van de helling van Sint-Waltrudis. In de beklimming van de helling gaat de heilige Joris de koets vooraf. Het traject loopt over een smalle steile gekasseide weg met een hellingsgraad van 20%. Omdat de Gouden Koets zeer zwaar is, bestaat het risico dat de koets niet boven geraakt. De legende wil dat als de Gouden Koets niet van de eerste maal boven geraakt er gedurende dat jaar een groot onheil boven de stad Bergen zal hangen. Het verhaal doet nog steeds de ronde dat in 1914 en 1940 de koets er niet zou in geslaagd zijn om boven op de helling te komen maar in werkelijkheid is de processie die jaren niet uitgetrokken.
De Bergense bevolking helpt de paarden door de koets mee te duwen met al haar krachten. Dit heeft een enorm geschreeuw tot gevolg. De koets is tot op heden steeds boven geraakt. Er worden ook meer trekpaarden voor de koets gespannen dan in feite nodig is om de paarden niet te veel te belasten en om een grote stoet te bekomen.
De volgende zondag wordt het schrijn terug op zijn plaats boven het altaar in de Sint-Waltrudiskerk geplaatst.

#### Belangrijkste groepen uit de processie
In totaal bestaat de processie uit ongeveer 60 groepen en 1500 figuranten. De meeste groepen verbeelden middeleeuwse gildes uit de regio van Bergen. De bijzonderste groepen zijn:
- De broederschap "Beubeux": Oorspronkelijk assisteerden de leden van die broederschap de terdoodveroordeelden en begeleidden hen tot de plek van de terechtstelling. Tijdens de processie dragen ze een zwarte toog en een zwarte kap en gebruiken ze een ratel om de mensen voor hun aanwezigheid te waarschuwen. Die broederschaap is nog actief, vandaag helpen die leden de ex-gevangenen in hun reclassering.
- "La Compagnie Montoise des Hallebardiers": De groep van de hellebaardiers uit Bergen is een middeleeuwse militaire groep die de relikwie van Sint-Waltrudis beschermt. De aanwezigheid van die groep in de processie dateert van de jaren 30.
- "Les Chanoinesses"

### Het Spel van de heilige Joris
Dit spel is een wedersamenstelling van het gevecht van de heilige Joris, het symbool van het goede, tegen de draak, het symbool van het kwade. Dit gevecht wordt "Lumeçon" genoemd en vormt het hoogtepunt van de Ducasse van Bergen. De naam Lumeçon komt van het Franse woord limaçon: een voorstelling van ruiters waarbij ze cirkelbewegingen maken.
Het gevecht vindt plaats op de Grote Markt van Bergen op Drievuldigheidszondag. De start is precies om 12h30 en het gevecht stopt om precies 13h00. Sint-Joris heeft als taak om de draak buiten strijd te stellen. De draak heeft een lengte van ongeveer 10 meter en bestaat uit een rieten structuur, het einde van zijn staart is een vlos van paardenharen.
De heilige Joris wordt hierbij geholpen door de Chinchins, dit zijn mannen die rond hun middel een paard dragen vervaardigd uit riet en bedekt met koeienhuiden. De draak wordt geholpen door de Duivels. Deze dragen een zwarte overall waarop op de rugzijde een duivelsfiguur is afgebeeld. Zij zijn gewapend met varkensblazen, in feite zijn het koeienblazen, die gevuld zijn met lucht en waarmee zij vechten tegen de Chinchins en tegen het publiek dat rond de arena zit. De draak vecht tegen Sint-Joris door hem slagen te geven met zijn staart. Hij wordt gedragen door de Witte Mannen en zijn staart wordt ondersteund door de Wilde Mannen.
Heel het gevecht wordt uitgevoerd volgens een nauwkeurig bepaalde choreografie. Terwijl de heilige Joris in wijzerzin in de arena ronddraait, doet de draak dit in tegenwijzerzin. Hierin vindt men reeds de tegenstelling goed en kwaad en orde-wanorde.
Sint-Joris probeert de draak te doden met behulp van lansen maar deze breekt telkens af op de huid van de draak. Hij lost twee pistoolschoten die het dier echter niet kunnen doden. Het derde pistoolschot is wel raak. Op dat moment is het precies 13h00.
Tijdens de volledige duur van het gevecht zorgen de dragers van de draak ervoor dat de staart zich in de richting van het publiek bevindt. Diegene die paardenhaar van de staart kan bemachtigen en het draagt zal een jaar geluk ondervinden. Na het gevecht rent het publiek de arena in om de laatste stukken paardenhaar te bemachtigen.
Het lied in het Bergense dialect Doudou wordt gedurende het volledige gevecht onafgebroken gezongen door zo'n 65 personen.

## Verdere verloop van de feestweek
- Op vrijdag voor Drievuldigheidszondag wordt een groot concert georganiseerd op de Grote Markt van Bergen
- Militaire bands van over de hele wereld spelen elke dag concerten
- Op zaterdagnamiddag wordt een repetitie van het gevecht tussen Sint-Joris en de draak op het binnenplein van het stadhuis gehouden.
- Op maandag wordt er een braderie georganiseerd
- Op woensdag wordt er nog een gevecht van Sint-Joris met de draak georganiseerd met kinderen als acteurs en publiek. De kinderdraak is een kleinere versie dan de originele
- In het centrum dat gedurende de festiviteiten verkeersvrij is, worden allerhande randactiviteiten georganiseerd.

## Afbeeldingen

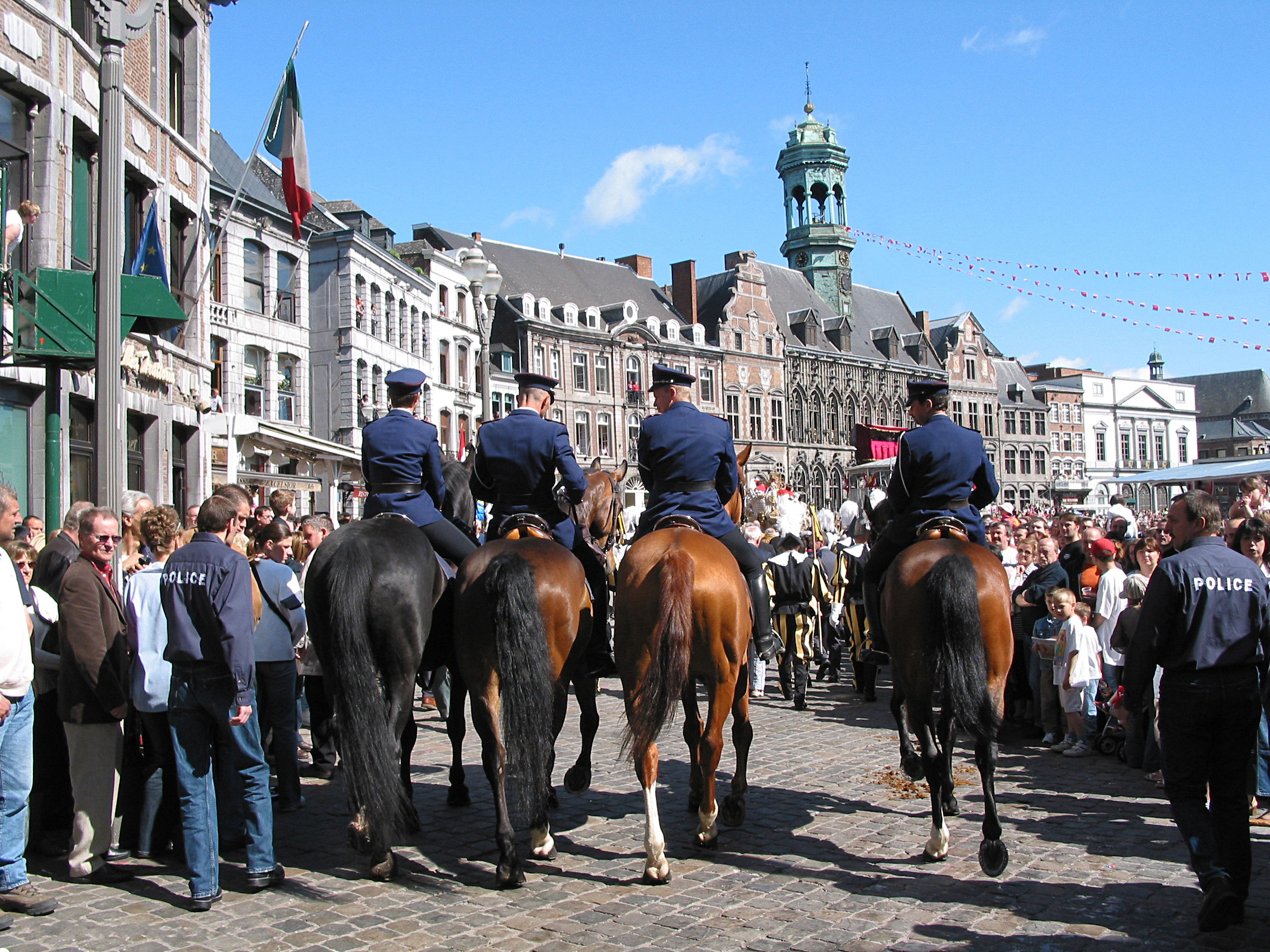
De processie
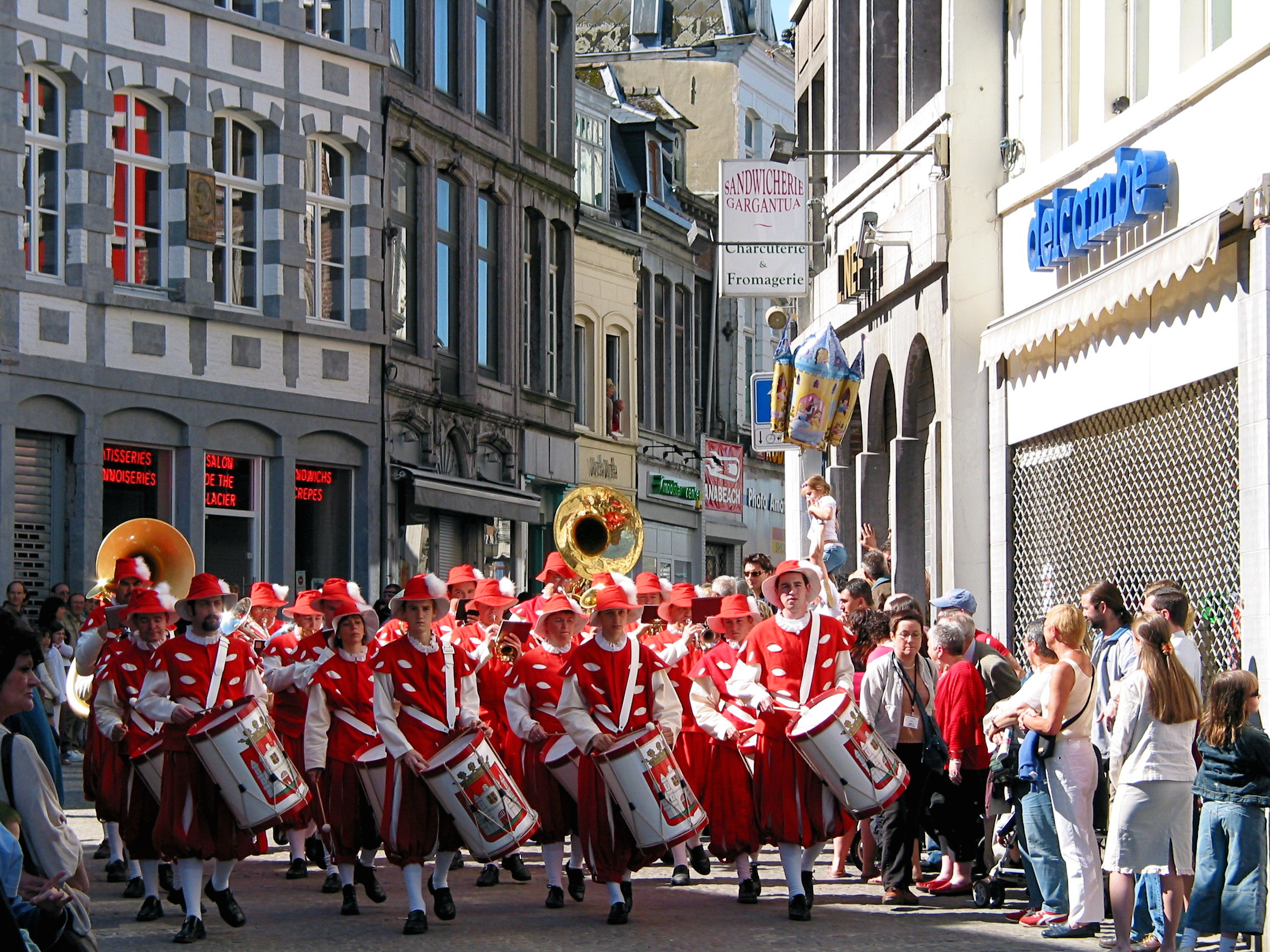
De processie
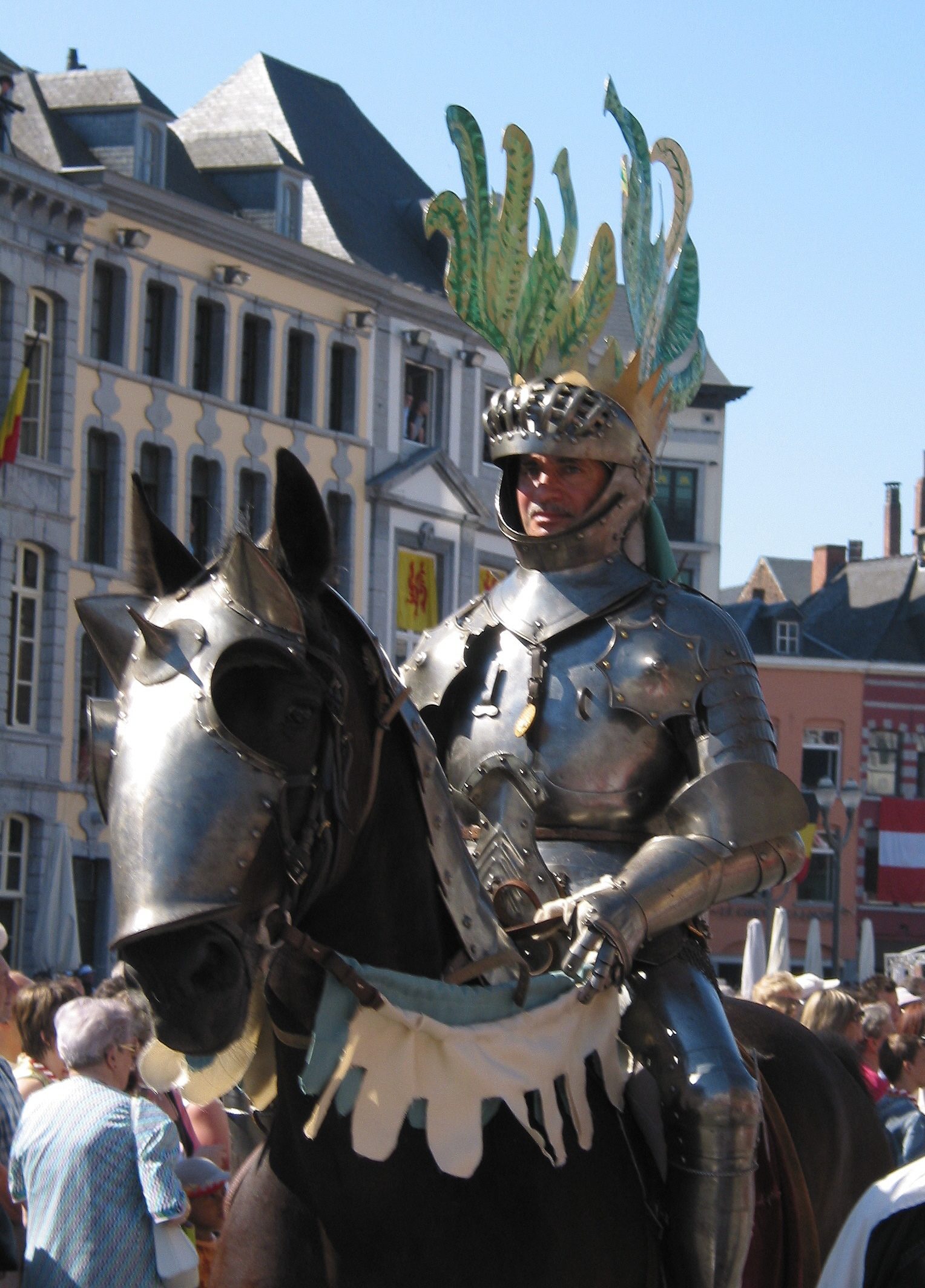
De IJzeren Man.
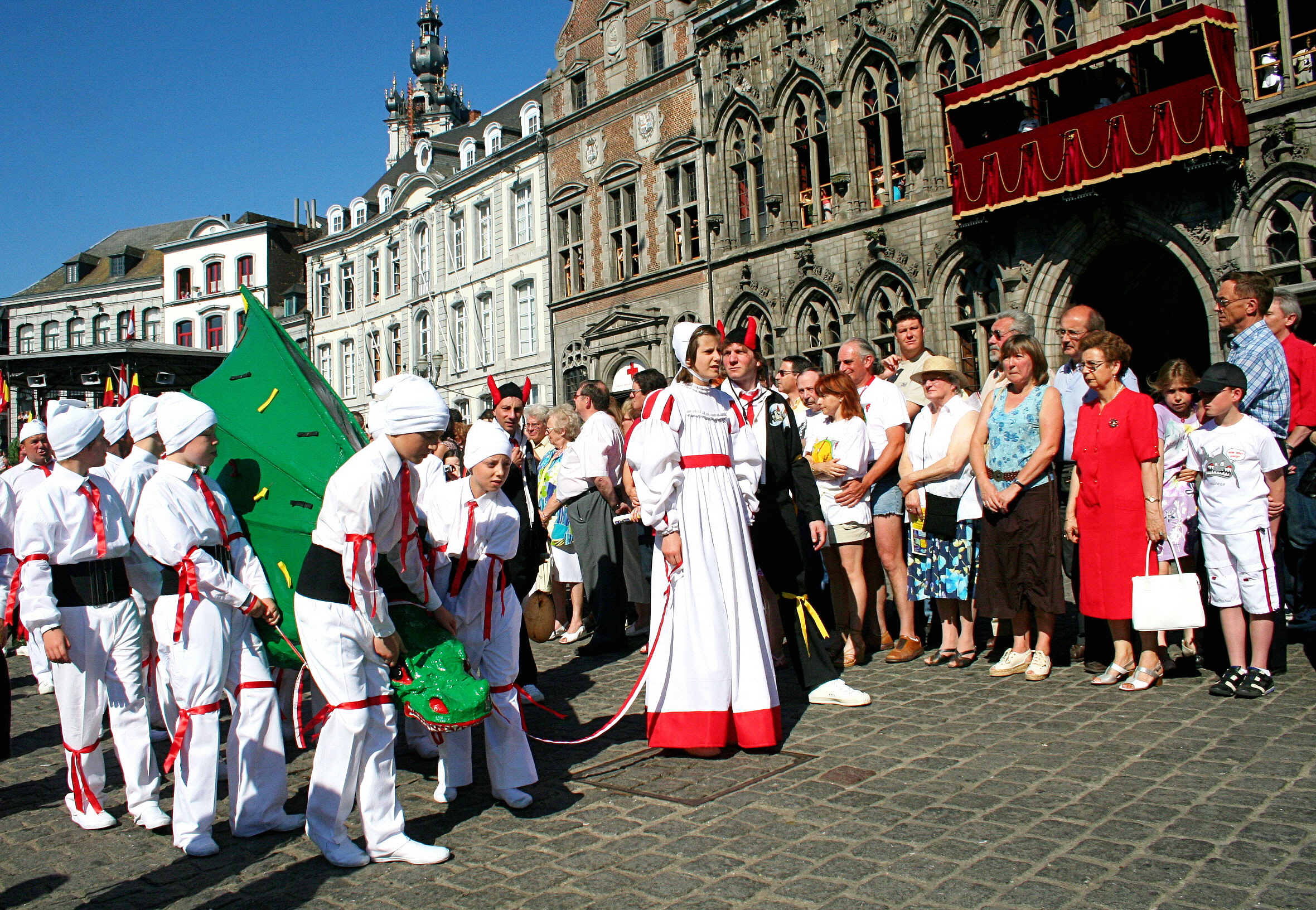
De kleine draak gedragen door kinderen
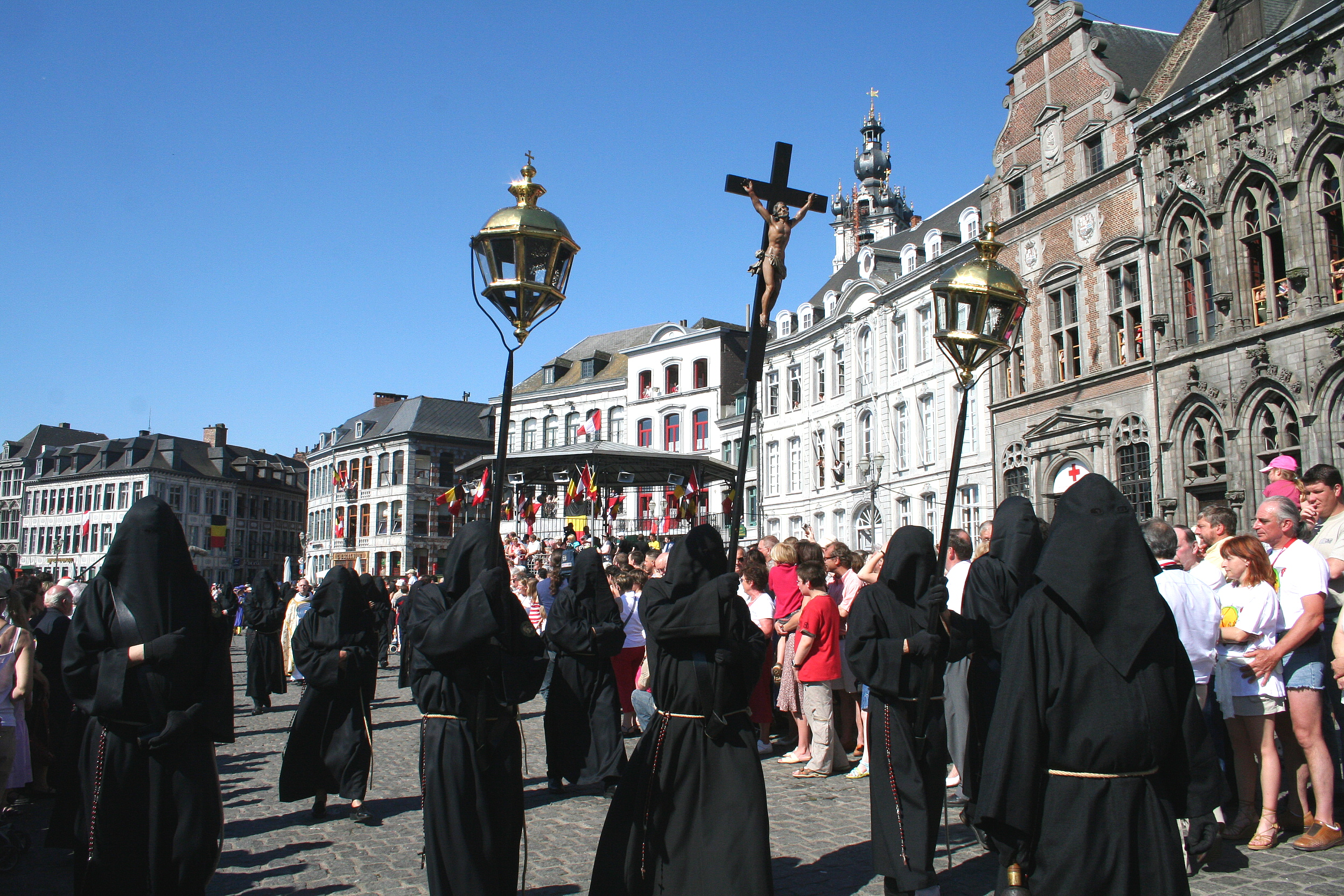
De broederschap Beubeux.
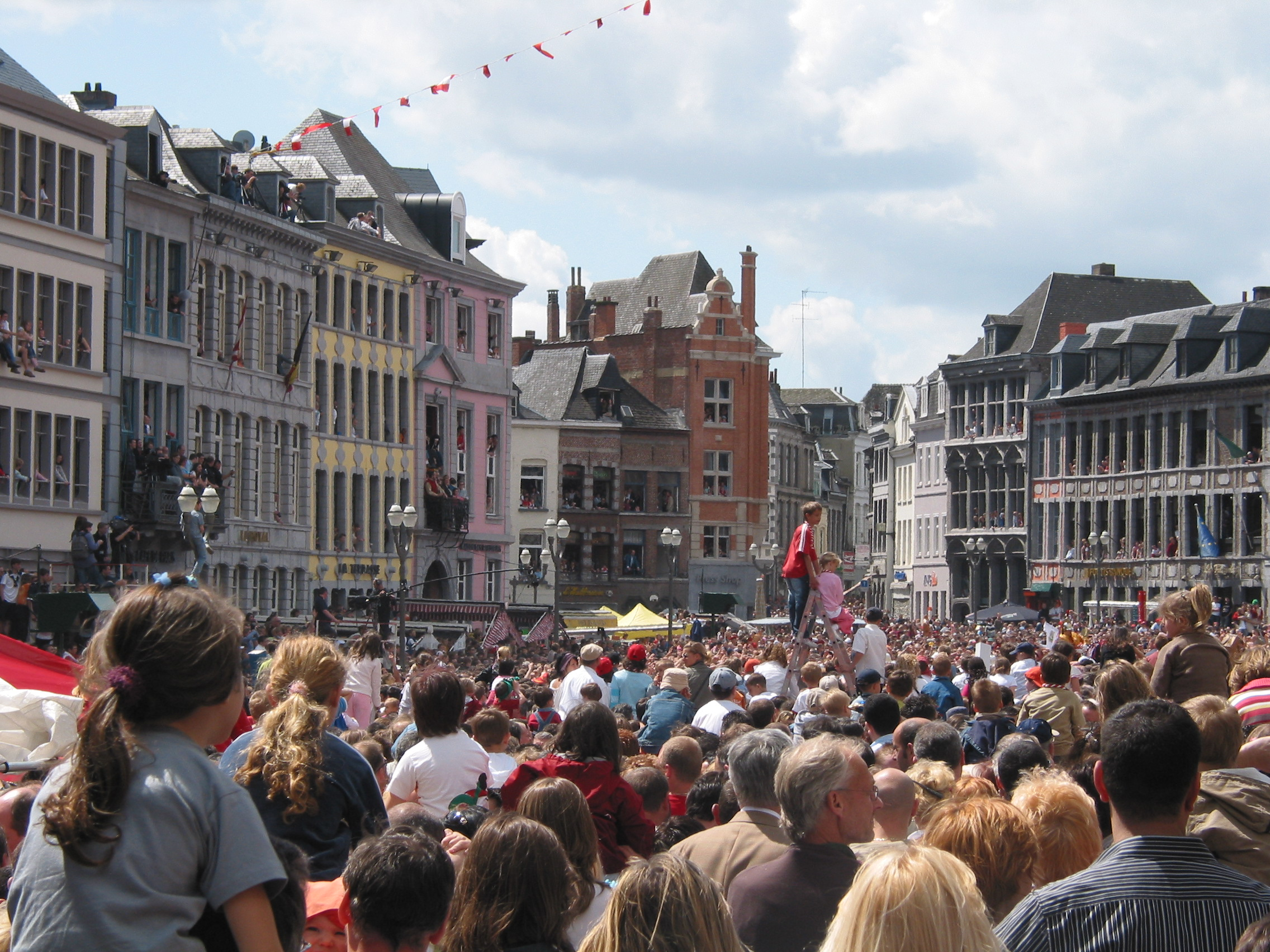
De mensen na het gevecht op de Grote Markt
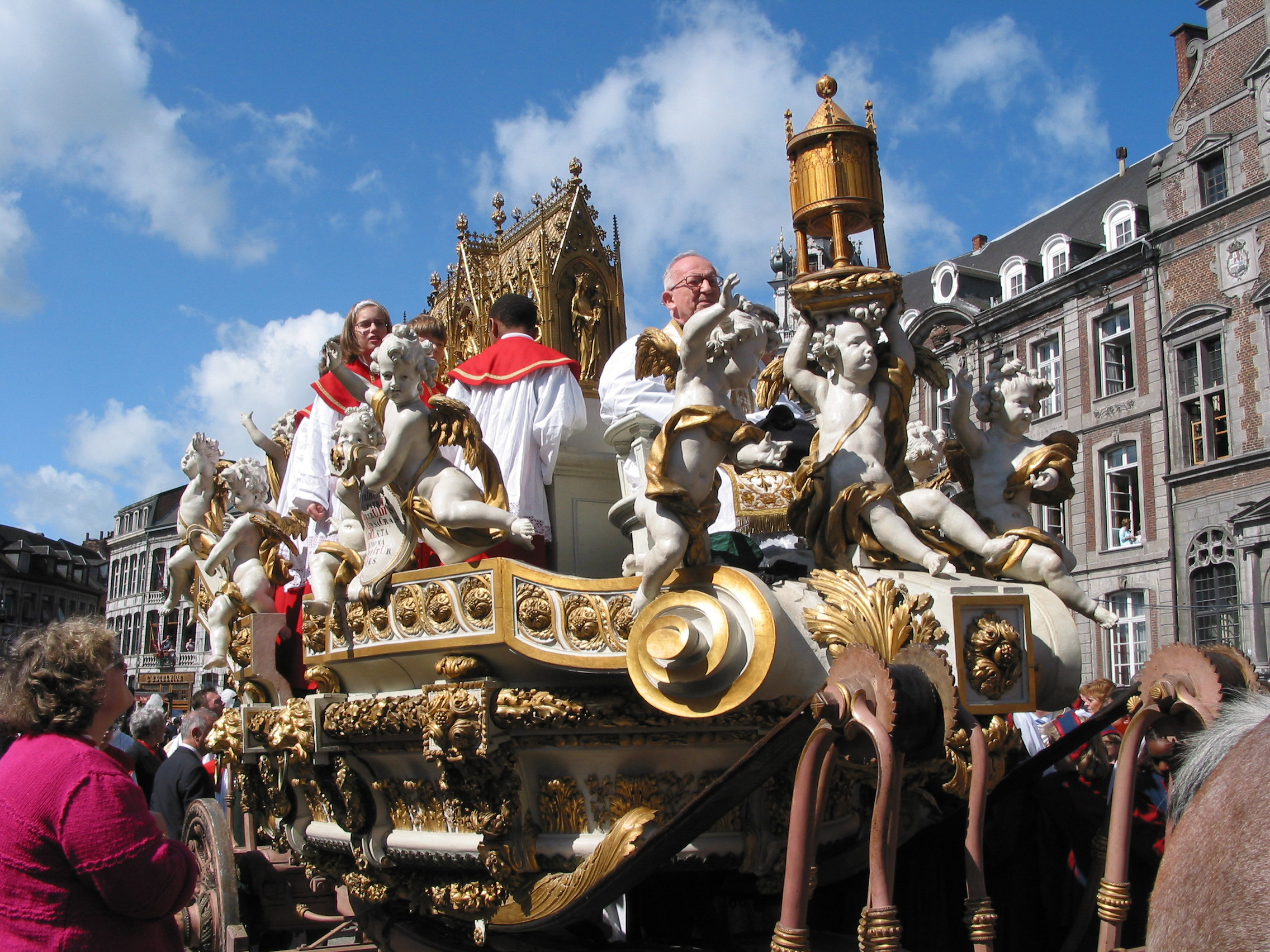
Gouden Koets op de Grote Markt.
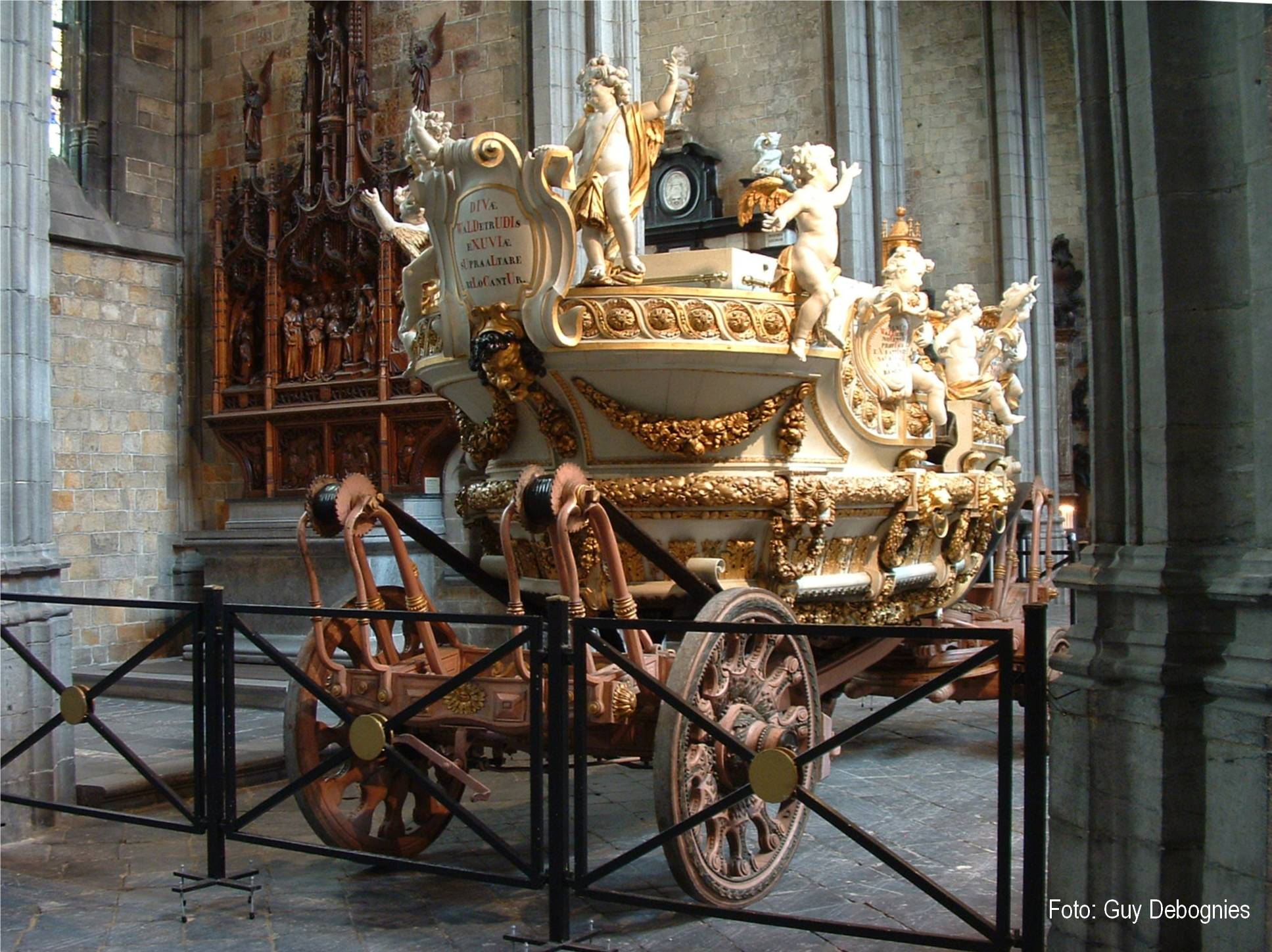
De Gouden Koets